# スタームルガー SR9
スタームルガー SR9（Sturm, Ruger SR9）は、2007年にアメリカのスターム・ルガー社が開発した自動拳銃である。

## 概要
スターム・ルガー社初のストライカー方式によるダブルアクション拳銃で、スライドはステンレス製、フレームに繊維強化プラスチックのグラスフィルドナイロンを使用しており、ピカティニー・レール付きである。
民間向けとして開発されたため、マニュアルセーフティーは銃の両側で操作可能（アンビデクストラウス）で、マガジンセーフティー、トリガーセーフティーと安全対策を重視している。
また、スターム・ルガー社の特徴であるロストワックス製法による、高品質で低価格を実現している。

## バリエーション
SR9C
小型バージョン。装弾数は10+1発。